# Влодеки

Варіант гербу Правдич

Влодеки (пол. Włodkowie) — польські шляхетські роди.

## гербуЗабава
Були представлені у Краківському воєводстві. Частина представників цього роду були поховані в костелі святого Войцеха (Краків).

### Особи
- Кшиштоф Влодек, дружина — Катажина Стадніцька

## гербуПравдич

### Особи
- Мацей Влодек, дружина — Катажина, донька сєрадзького воєводи[1] Станіслава Ласького.
  - Станіслав Влодек
- Кристина — напевно, сестра Мацея, дружина ротмістра Анджея Потоцького[2]
- Анна з Новодворських Влодек — дідичка Чорного Острова.[3]

## гербу Півкозич
Були представлені у Равському воєводстві.

### Особи
- Шимон
  - Павел, дружина — Анна Ґлуховська, мали 4 сини

## гербу Остшев
Представлені у Холмській землі.

## гербу Сулима
Були представлені, зокрема, у Руському воєводстві.

### Особи
- Бартломей — сандомирський підкоморій
- Іван (Ян) — галицький каштелян, дідич Княгиничів, фундатор вівтаря Пречистої Діви Марії Латинської катедри Львова.
- Мацей — суддя гродський іновроцлавський.

## герб невідомий
- Катажина — друга дружина Жеґоти Морського герба Топор[4].